# Doraemon Story of Seasons
Doraemon Story of Seasons (jap. ドラえもんのび太の牧場物語 Doraemon Nobita no Bokujou Monogatari) ist ein Landwirtschaftssimulations- und Rollenspiel für Nintendo Switch, Microsoft Windows und PlayStation 4, das ein Crossover der Story-of-Seasons-Serie von Videospielen und des Doraemon-Franchise ist. Das Spiel wurde von Brownies und Marvelous entwickelt und von Bandai Namco Entertainment veröffentlicht. Die Veröffentlichung des Titels markiert die erste Veröffentlichung eines Doraemon-Videospiels für das westliche Publikum.
Das Spiel wurde am 13. Juni 2019 in Japan veröffentlicht, gefolgt von einer internationalen Veröffentlichung am 11. Oktober 2019.

## Spielmechanik
Das Spiel kombiniert die Elemente der Landwirtschaftssimulation aus der Story-of-Seasons-Reihe mit den bekannten Charakteren und Gadgets aus dem Doraemon-Franchise. Der Spieler spielt als Nobita und übernimmt landwirtschaftlichen Aktivitäten wie zum Beispiel das Pflügen der Felder zum Anbau von Nutzpflanzen, der Pflege von Kühen und Schafen und mehr. Das Spiel verfügt außerdem über ein Angelsystem, ein Hausdekorationssystem, ein Insektenfang-Sammelsystem, Feiertage und Festivals ähnlich der anderen Story-of-Seasons-Spiele.
Charaktere aus der Doraemon-Serie wie Giant und Shizuka erscheinen auch als Nebencharaktere und unterstützen Nobita bei seinen Abenteuern. Je weiter die Geschichte voranschreitet, desto mehr brauchbare Doraemon-Gadgets können freigeschaltet werde, die spezielle Fähigkeiten gewähren wie Wetterkarten, die das Wetter von morgen ändern können, und die Anywhere Door, die es Nobita ermöglicht, schnell zwischen den Gebieten hin und her zu reisen.

## Handlung
Nachdem sie einen mysteriösen Samen gepflanzt haben, der von Nobita gefunden wurde, werden Doraemon und Freunde in eine andere Welt transportiert, in einen Ort namens Natura. Während des Prozesses hat Doraemon die meisten seiner geheimen Gadgets verloren, die ihnen helfen werden, zurückzukehren. Schließlich beschließen sie, in Natura zu bleiben, während sie versuchen, einen Weg zu finden, um in ihre ursprüngliche Welt zurückzukehren. Harmon, ein Bewohner Natura, leiht Nobita einen Bauernhof in der Stadt, auf dem er übernachten kann.

## Entwicklung
In einem Interview mit Famitsu wurde enthüllt, dass Doraemon Story of Seasons ein Vorschlag des Bandai-Namco-Produzenten Kenji Nakajima an Marvelous war, da er ein Fan von Marvelous' Story-of-Seasons-Serie ist. Er wuchs mit Doraemon auf und ist außerdem Fan von Harvest Moon: Back to Nature. Er wollte ein Spiel schaffen, in dem Spieler die Botschaften und die Art von Geschichten aus Doraemon erlebt, gepaart mit den Gameplay-Elementen von Story of Seasons, die die Bemühungen des Spielers angemessen belohnen.
Er bestätigte auch, dass das Spiel keine Features in Bezug auf Romantik oder Hochzeit haben wird, was sich von den klassischen Spielen der Story-of-Seasons-Serie unterscheidet. Im Gegenzug bietet das Spiel eine lineare Geschichte mit dem Fokus auf familiäre Liebe. Es gibt auch mehrere Nebengeschichten, die sich auch auf familiäre Liebe beziehen, zum Beispiel zwischen Geschwistern oder für Haustiere. Es gibt viele familiengeführte Geschäfte in der Stadt mit einer eigenen Nebengeschichte, die mit dem Beziehungssystem zusammenhängen. Das Thema der familiären Liebe wird weiter erforscht, während Nobitas Freunde wie Shizuka, Suneo und Gian in den Geschäften aushelfen.
Während des Interviews enthüllte Story-of-Seasons-Produktionsleiter Hikaru Nakano auch, dass Marvelous gleichzeitig an einem weiteren Story-of-Seasons-Spiel arbeitet, und Doraemon Story of Seasons wird dazu beitragen, die Story-of-Seasons-Serie noch weiter auszubauen.

## Veröffentlichung
Das Spiel wurde erstmals während einer Nintendo-Direct-Präsentation am 14. Februar 2018 in Japan angekündigt, begleitet von einem Teaser-Trailer mit dem grundlegenden Gameplay. Bandai Namco gab den offiziellen Veröffentlichungstermin für den 13. Juni 2019 in einer Pressemitteilung im April bekannt. Eine herunterladbare Demo für Nintendo Switch wurde später im Mai in Japan zusammen mit einem neuen Trailer veröffentlicht. Am 4. September 2020 wurde das Spiel für die Playstation 4 veröffentlicht.
In einer separaten Ankündigung im April gaben Bandai Namco Entertainment Asia und Korea eine traditionelle chinesische und koreanische Version des Spiels bekannt, die im Sommer 2019 veröffentlicht werden soll. Sie kündigten auch eine Microsoft-Windows-Version des Spiels an, die über Steam veröffentlicht werden soll. Eine Folgeankündigung von Bandai Namco bestätigte auch die Veröffentlichung einer englischen Version des Spiels in Nordamerika, Europa und Südostasien. Das Spiel wird physisch in Europa und Südostasien und digital in Nordamerika veröffentlicht.

## Fortsetzung
Eine Fortsetzung, Doraemon Story of Seasons: Friends of the Great Kingdom, wurde am 2. November 2022 weltweit für Microsoft Windows, Nintendo Switch und PlayStation 5 veröffentlicht.